# سامسون كايو
سامسون كايو (بالإنجليزية: Samson Kayo؛ مواليد مواليد 20 يونيو 1991) هو ممثل ومنتج وكاتب بريطاني.

## وصلات خارجية
- سامسون كايو على موقع IMDb (الإنجليزية)
- سامسون كايو على موقع قاعدة بيانات الفيلم (الإنجليزية)